# Tua Tagovailoa
Tuanigamanuolepola "Tua" Tagovailoa (Havaí, 2 Março de 1998) é um quarterback de futebol americano que joga pelo Miami Dolphins da National Football League (NFL). 
Ele jogou futebol americano universitário pelo Alabama Crimson Tide e foi nomeado o MVP ofensivo da Final Nacional do Futebol Americano Universitário de 2018 durante sua temporada de calouro. Em seu segundo ano, Tagovailoa ganhou os prêmios Maxwell e Walter Camp a caminho de outra aparição na Final Nacional de 2019.
Depois que sua terceira temporada foi interrompida por uma lesão no quadril, Tagovailoa foi selecionado pelos Dolphins como a quinta escolha geral no draft da NFL de 2020. Ele passou sua temporada de estreia alternando como reserva e titular antes de se tornar o titular principal do time em 2021. Tagovailoa liderou a liga em jardas de passe em 2023 e ajudou os Dolphins a se classificarem para os playoffs em ambas as temporadas. Atualmente, ele está em primeiro lugar de todos os tempos em porcentagem de conclusão com pelo menos 1.500 tentativas de passe junto com Joe Burrow.

## Início da vida
Tagovailoa nasceu em ʻEwa Beach, Havaí, filho de Galu e Diane Tagovailoa, como o mais velho de quatro filhos em uma família samoana. Dizem que ele cresceu com um interesse intenso por futebol americano, com seus pais notando que ele dormia com uma bola debaixo do braço todas as noites quando criança. Durante os jogos da Pop Warner quando ele tinha oito anos, quando seus colegas normalmente conseguiam lançar uma bola a pouco mais de 10 jardas, ele rotineiramente lançava passes de mais de 30 jardas.
Quando criança, sua principal inspiração foi seu avô Seu Tagovailoa. Ele era muito respeitado na comunidade samoana local e era regularmente chamado de "Chefe Tagovailoa". Seu acreditava que Tua acabaria se tornando uma estrela do futebol americano e pediu que o visitasse após cada jogo para relatar seu progresso. Tagovailoa considerou brevemente abandonar o esporte após a morte de seu avô em 2014 até que ele e seu pai concordaram que ele poderia melhor homenageá-lo continuando a jogar.
Quando Tagovailoa começou a jogar futebol americano no ensino médio na Saint Louis School, ele lançou para 33 touchdowns durante sua primeira temporada com três interceptações e 2.583 jardas. Tagovailoa disse que uma grande inspiração e motivação para seu desempenho foi como seu pai o disciplinou, dizendo que ele usava um cinto sempre que Tagovailoa lançava uma interceptação. Em 2016, Tagovailoa lançou para 2.669 jardas e 27 touchdowns e sete interceptações. Ele também foi escolhido para fazer parte do elenco Elite 11 como um dos melhores quarterbacks do ensino médio do país, onde foi nomeado MVP desse elenco. Ao longo de sua carreira, fãs e locutores tiveram dificuldade em pronunciar o nome de Tagovailoa. Ele educou as pessoas sobre sua cultura ensinando-as a pronúncia correta.
Tagovailoa foi considerado um recruta de quatro estrelas durante o ciclo de recrutamento de 2017 e foi classificado como o melhor candidato do ensino médio no estado do Havaí. Ele frequentou a Saint Louis School em Honolulu, a mesma escola do vencedor do Heisman Trophy de 2014, Marcus Mariota. Ele teve 17 ofertas para jogar futebol americano universitário antes de finalmente se matricular na Universidade do Alabama em janeiro de 2017. Tagovailoa comparou a hospitalidade do Alabama à do Havaí ao escolher a universidade e credita a cultura de frequentar a igreja do Alabama por fazê-la parecer mais semelhante ao seu estado natal. O "pai pastor" de Tagovailoa também tinha uma visão de que ele iria jogar no Alabama.

## Carreira universitária

### Temporada de 2017
Como calouro, Tagovailoa foi reserva de Jalen Hurts durante toda a temporada de 2017. No entanto, ele teve um tempo de jogo significativo devido a algumas vitórias arrasadoras do time. Em 9 de setembro, ele fez sua estreia universitária contra Fresno State em um jogo em casa no Bryant–Denny Stadium. Na vitória por 41–10, ele terminou 6 de 9 para 64 jardas e seu primeiro touchdown de passe da carreira, que foi um passe de 16 jardas para o wide receiver Henry Ruggs. Em 23 de setembro, em uma vitória de 59–0 contra Vanderbilt, ele teve mais tempo de jogo e registrou 103 jardas e dois touchdowns. No jogo seguinte, contra Ole Miss, ele registrou seu primeiro touchdown corrido em uma vitória de 66–3. No jogo anual de rivalidade contra Tennessee, ele terminou com 134 jardas, um touchdown e uma interceptação além de um touchdown corrido na vitória por 45–7. Em 18 de novembro, em um jogo contra Mercer, ele lançou para três touchdowns na vitória por 56–0.
Em 8 de janeiro de 2018, ele substituiu Hurts no segundo tempo na Final Nacional de 2018. Ele lançou o passe para touchdown de 41 jardas da vitória na prorrogação para o wide receiver DeVonta Smith, enquanto o Alabama derrotou Geórgia por 26–23, conquistando seu 17º título nacional. Ele terminou o jogo com 14 de 24 para 166 jardas, três touchdowns e uma interceptação, junto com 27 jardas corridas. Tagovailoa foi nomeado o MVP Ofensivo do jogo. Após vencer o Campeonato Nacional, Tagovailoa enfatizou o quão importante era para ele deixar seu estado natal, o Havaí, orgulhoso de seu sucesso no campo de futebol americano.

### Temporada de 2018

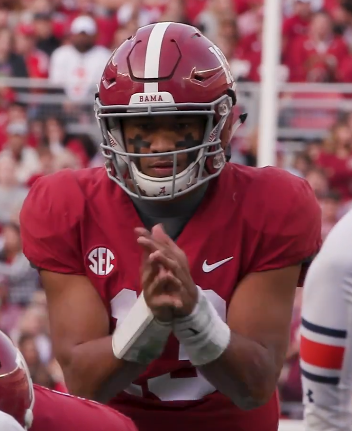
Tagovailoa com Alabama em 2018.

Em 1º de setembro de 2018, Tagovailoa fez sua primeira partida como titular na carreira no jogo de abertura da temporada, contra Louisville, em Orlando, Flórida. Ele terminou 12 de 16, com 227 jardas e dois touchdowns na vitória por 51–14, antes de Jalen Hurts substituí-lo no terceiro quarto. Durante a coletiva de imprensa semanal do técnico do Alabama, Nick Saban, na segunda-feira após a vitória, ele anunciou Tagovailoa como titular para a estreia em casa contra Arkansas State em 8 de setembro.
Na vitória por 62–7 sobre Ole Miss, ele fez 11 de 15 para 191 jardas e dois touchdowns, além de 47 jardas corridas. Ele continuou sua temporada eficiente contra Texas A&M com 387 jardas e quatro touchdowns além de um touchdown corrido na vitória por 45–23. No jogo contra Arkansas, ele teve mais passes para touchdowns do que passes incompletos, com 10 de 13 para 334 jardas e quatro touchdowns na vitória por 65–31.
Após a temporada regular, ele terminou em segundo no Troféu Heisman, perdendo para o quarterback de Oklahoma, Kyler Murray, mas ganhou o Prêmio Walter Camp e o Prêmio Maxwell de 2018, ambos concedidos ao melhor jogador do futebol americano universitário. Enquanto se recuperava da entorse no tornozelo que sofreu durante a Final da SEC contra Geórgia, Tagovailoa teve um desempenho ofensivo quase impecável contra Oklahoma no Orange Bowl de 2018 (24 de 27 com 318 jardas, quatro touchdowns e nenhuma interceptação) para liderar a universidade para sua quarta aparição consecutiva na Final Nacional. Na Final de 2019, Tagovailoa teve 22 de 34 com 295 jardas, dois touchdowns e duas interceptações em uma derrota de 44-16 para Clemson.

### Temporada de 2019
Tagovailoa começou sua terceira temporada no Chick-fil-A Kickoff Game com uma vitória contra Duke em Atlanta. Ele terminou 26 de 31 com 336 jardas e quatro touchdowns antes de ficar de fora do quarto período. Tagovailoa deixou o sétimo jogo de Alabama contra Tennessee no início do segundo quarto após sofrer uma torção no tornozelo. Ele passou por uma cirurgia no dia seguinte e não jogou no jogo seguinte contra Arkansas (uma vitória de 48–7 liderada pelo quarterback Mac Jones). Tagovailoa retornou três semanas após a cirurgia para jogar na derrota por 46–41 para LSU. Apesar de algumas dificuldades (um fumble e uma interceptação) no primeiro tempo do jogo, Tagovailoa se recuperou após o intervalo para terminar 21 de 40 com 413 jardas de passe, quatro touchdowns e uma interceptação.
No confronto contra Mississippi State, Tagovailoa liderou o time para uma vitória de 35–7 (14 de 18, 256 jardas de passe, dois touchdowns) antes de deixar o jogo após um sack que viu seu joelho cravado no chão, fazendo com que seu quadril se deslocasse e fraturasse a parede posterior de seu acetábulo, além de sofrer um nariz quebrado e concussão. Ele foi levado para fora do campo e levado para um hospital de Birmingham antes de passar por uma cirurgia em Houston dois dias depois.
Em janeiro de 2020, Tagovailoa anunciou que abriria mão de seu último ano e entraria no draft da NFL de 2020. Tagovailoa terminou sua carreira universitária como detentor de vários recordes de Alabama, bem como recordes notáveis da NCAA, incluindo: jardas por tentativa (10,9), classificação de eficiência de passe (199,4) e jardas totais por jogada (9,8). Ele se formou em estudos de comunicação em agosto de 2020.

### Estatísticas
| Ano      | Jogos | Jogos | Jogos | Passando | Passando | Passando | Passando | Passando | Passando | Passando | Passando | Correndo | Correndo | Correndo | Correndo |
| Ano      | JD    | JT    | V-D   | Cmp      | Ten      | Pct      | Jardas   | Média    | TD       | Int      | Rtg      | Ten      | Jardas   | Média    | TD       |
| -------- | ----- | ----- | ----- | -------- | -------- | -------- | -------- | -------- | -------- | -------- | -------- | -------- | -------- | -------- | -------- |
| 2017     | 8     | 0     | —     | 49       | 77       | 63,6%    | 636      | 8,3      | 11       | 2        | 175,0    | 27       | 133      | 4,9      | 2        |
| 2018     | 15    | 15    | 14–1  | 245      | 355      | 69%      | 3 966    | 11,2     | 43       | 6        | 199,4    | 57       | 190      | 3,3      | 5        |
| 2019     | 9     | 9     | 8–1   | 180      | 252      | 71,4%    | 2,840    | 11,3     | 33       | 3        | 206,9    | 23       | 17       | 0,7      | 2        |
| Carreira | 32    | 24    | 22–2  | 474      | 684      | 69,3%    | 7 442    | 10,9     | 87       | 11       | 199,4    | 107      | 340      | 3,2      | 9        |

## Carreira profissional

### Draft da NFL de 2020
Tagovailoa foi projetado para ser a primeira escolha geral no draft da NFL de 2020 até que a lesão que encerrou a sua temporada levou o quarterback da LSU e vencedor do Troféu Heisman de 2019, Joe Burrow, a substituí-lo como o principal prospecto do draft. Apesar das preocupações com lesões, no entanto, Tagovailoa foi selecionado como a quinto escolha geral pelo Miami Dolphins. Tagovailoa também foi o primeiro quarterback canhoto a ser draftado por um time da NFL desde Tim Tebow em 2010. Como seu número de camisa da universidade, 13, foi aposentado pelos Dolphins em homenagem a Dan Marino, Tagovailoa escolheu usar o número 1.

### Temporada de 2020
Tagovailoa assinou seu contrato de novato de quatro anos, no valor de US$ 30 milhões, em 11 de maio de 2020. Ele passou no exame físico com o time em julho de 2020 para começar o training camp, mas foi nomeado reserva de Ryan Fitzpatrick no começo da temporada.
Tagovailoa fez sua estreia na Semana 6 contra o New York Jets, substituindo Fitzpatrick no quarto período de uma vitória por 24-0, onde lançou dois passes para nove jardas. Sua aparição na NFL foi a primeira de um quarterback canhoto desde Kellen Moore em 2015. Durante a semana de folga do time, Tagovailoa foi nomeado titular do jogo da Semana 8 contra o Los Angeles Rams. Ele registrou seu primeiro touchdown da carreira em um passe lançado para DeVante Parker. Na Semana 11 contra o Denver Broncos, Tagovailoa lançou para 83 jardas e um touchdown antes de ser substituído por Fitzpatrick no início do quarto período com os Broncos liderando por 20–10. Ele machucou o polegar no treino antes de um jogo da Semana 12 contra o Jets e perdeu o jogo. Ele fez seu retorno na Semana 13 contra o Cincinnati Bengals, onde lançou para 296 jardas e um touchdown durante uma vitória de 19–7. Na Semana 14, durante uma derrota por 33–27 contra o Kansas City Chiefs, Tagovailoa eclipsou a marca de 300 jardas de passe na NFL pela primeira vez ao passar para 316 jardas e dois touchdowns, além de um touchdown corrido. Seu desempenho lhe rendeu o Prêmio de Novato da Semana da NFL por semanas consecutivas. Na Semana 16 contra o Las Vegas Raiders, Tagovailoa lançou para 94 jardas e um touchdown antes de ser substituído por Fitzpatrick novamente no quarto período. Na Semana 17 contra o Buffalo Bills, precisando de uma vitória para os Dolphins se classificarem para os playoffs, Tagovailoa lançou para 361 jardas, um touchdown e três interceptações, o recorde da carreira, enquanto Miami perdia por 56–26. Os Dolphins perderam os playoffs pelo quarto ano consecutivo e pela 17ª vez nas 21 temporadas desde a aposentadoria de Dan Marino.

### Temporada de 2021
Durante a Semana 2 da temporada de 2021 contra o Buffalo Bills, Tagovailoa sofreu uma lesão nas costelas no início do jogo e foi levado para fora do campo em uma maca motorizada, não retornando naquele jogo. Tagovailoa foi posteriormente descartado para o confronto da Semana 3 contra o Las Vegas Raiders, pois foi revelado que ele havia fraturado várias costelas. Ele retornou da lesão na Semana 6 contra o Jacksonville Jaguars em Londres. Em seu primeiro jogo em quase um mês, Tagovailoa completou 33 de 47 passes para 329 jardas, dois touchdowns e uma interceptação em uma derrota de 23-20 para os Jaguars, reduzindo o recorde dos Dolphins para 1-5. A equipe perdeu dois jogos para o Atlanta Falcons e os Bills para reduzir seu recorde para 1-7.
No jogo seguinte contra o Baltimore Ravens, Tagovailoa saiu do banco para energizar os Dolphins, completando 8 de 13 passes para 158 jardas e um touchdown corrido, resultando em uma vitória surpreendente por 22–10. Tagovailoa usou a vitória para catapultar uma reviravolta na sorte dele e de sua equipe. A semana seguinte deu o tom para o resto da temporada, já que ele completou 27 de 33 passes para 273 jardas, dois touchdowns e uma interceptação, enquanto os Dolphins venceram os Jets por 24–17. Ele liderou o time para sua primeira sequência de sete vitórias desde 1985. Durante sua vitória por 20–9 sobre o New York Giants na Semana 13, ele se tornou o primeiro quarterback dos Dolphins desde Dan Marino em 1994 a lançar pelo menos 21 passes completos no primeiro tempo de um jogo. Na Semana 17 contra o Tennessee Titans, Tagovailoa e os Dolphins foram derrotados por 34–3. Após sua derrota, e com o Los Angeles Chargers derrotando o Denver Broncos, os Dolphins foram eliminados da disputa dos playoffs pelo quinto ano consecutivo, e 18ª vez em 20 temporadas.
Ele terminou a temporada de 2021 com 2.653 jardas, 16 touchdowns e dez interceptações, além de 42 corridas para 128 jardas e três touchdowns em 13 jogos.

### Temporada de 2022
Durante a offseason anterior à temporada de 2022, os Dolphins demitiram o técnico Brian Flores, alegando problemas de comunicação interna. Algumas semanas depois, várias fontes confirmaram diferenças entre Tagovailoa e Flores com rumores de discussões pesadas entre eles. Os Dolphins contrataram Mike McDaniel como seu técnico principal em 6 de fevereiro de 2022, que expressou apoio desenfreado a Tagovailoa como seu quarterback titular.
Tagovailoa começou sua terceira temporada lançando para 270 jardas e um touchdown em uma vitória de 20–7 sobre o New England Patriots, melhorando seu recorde contra Bill Belichick e os Patriots para 4–0. Na semana seguinte, contra os Ravens, Tagovailoa lançou para 469 jardas, seis touchdowns e duas interceptações, o recorde da carreira, na vitória de virada por 42–38. A virada de 21 pontos foi a primeira virada de 21+ pontos no quarto período em 12 anos. Seu desempenho de seis touchdowns também empatou o recorde da franquia, empatando com os membros do Hall da Fama, Bob Griese e Dan Marino, e suas 469 jardas de passe estão em quarto lugar na história da franquia. Como resultado de sua performance histórica, Tagovailoa foi nomeado Jogador Ofensivo da Semana da AFC na Semana 2. Durante a Semana 3 contra os Bills, Tagovailoa deixou o jogo brevemente com o que os Dolphins alegaram ser uma lesão nas costas, mas eventualmente retornou ao jogo, terminando com 186 jardas e um touchdown, com os Dolphins vencendo por 21–19. Após o jogo, a NFLPA suspeitou que os Dolphins poderiam ter violado os protocolos de concussão ao deixar Tagovailoa voltar ao jogo e, posteriormente, anunciou que uma investigação seria iniciada. Tagovailoa foi liberado para começar jogando contra o Cincinnati Bengals na Semana 4. Depois de levar um sack durante o segundo quarto, ele atingiu o chão com o cotovelo esquerdo, costas e parte de trás do capacete. Tagovailoa foi levado para fora do campo e transportado para o Centro Médico da Universidade de Cincinnati com ferimentos na cabeça e pescoço. Ele recebeu alta do hospital mais tarde naquela noite. Dois dias depois, o sindicato dos jogadores da NFL demitiu seu consultor independente de neurotrauma que estava envolvido na verificação de concussão de Tagovailoa durante o jogo contra os Bills. A suspeita de concussão de Tagovailoa resultou na revisão da política de protocolo de concussão pela NFL e NFLPA. Tagovailoa voltou a treinar em 12 de outubro, mas permaneceu no protocolo de concussão.

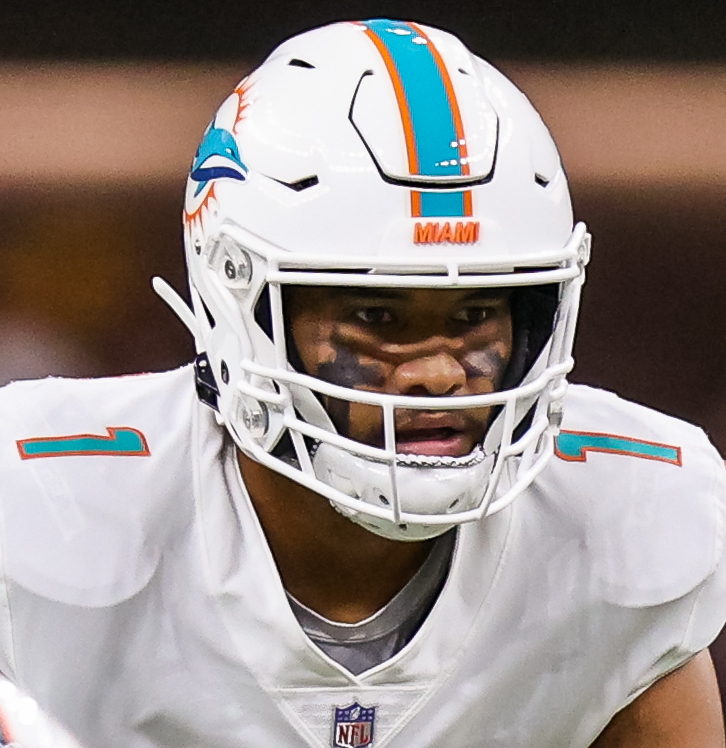
Tua em 2022.

Em 15 de outubro, Tagovailoa passou pelo protocolo de concussão, mas permaneceu inativo para o jogo da Semana 6 contra o Minnesota Vikings. Ele retornou na Semana 7 contra o Pittsburgh Steelers, onde lançou para 261 jardas e um touchdown na vitória por 16–10. Na semana seguinte, contra o Detroit Lions, Tagovailoa lançou para 382 jardas e três touchdowns, completando 80% de seus passes na vitória por 31–27. Em 21 de dezembro, apesar de liderar os votos gerais dos fãs (306.861) para o Pro Bowl de 2023, Tagovailoa não foi selecionado. Contra o Green Bay Packers no Natal, Tagovailoa lançou para 310 jardas e um touchdown, mas lançou três interceptações no quarto período, incluindo a que perdeu o jogo, na derrota por 26–20. No dia seguinte, foi anunciado que Tagovailoa havia entrado no protocolo de concussão após apresentar sintomas de concussão sofridos no jogo. Em 28 de dezembro, McDaniel confirmou que Tagovailoa sofreu uma concussão e foi descartado para o jogo da Semana 17 contra os Patriots, e também descartado para o último jogo da temporada contra os Jets. Em 9 de janeiro, os Dolphins garantiram a vaga final dos playoffs na AFC e a primeira desde 2016. Em 11 de janeiro, McDaniel disse que Tagovailoa não havia sido liberado para retornar aos treinos desde que entrou no protocolo de concussão pela segunda vez e foi descartado para seu terceiro jogo consecutivo.
Tagovailoa terminou a temporada regular lançando para 3.548 jardas, 25 touchdowns e oito interceptações, tendo um recorde de 8–5 em 13 jogos disputados. Ele também liderou a liga em classificação de passador e média de passes. Ele foi classificado em 82º pelos seus colegas jogadores no NFL Top 100 Players of 2023.

### Temporada de 2023
Em 20 de março de 2023, os Dolphins ativaram a opção de renovação no quinto ano do contrato de Tagovailoa. Em sua primeira entrevista coletiva desde dezembro de 2022, Tagovailoa disse que considerou a aposentadoria na offseason devido às suas lesões na temporada de 2022.
Tagovailoa começou sua quarta temporada lançando para 466 jardas, três touchdowns e uma interceptação, enquanto os Dolphins venceram por 36–34 contra o Los Angeles Chargers. Por seu desempenho, Tagovailoa foi nomeado Jogador Ofensivo da Semana da AFC na Semana 1. Na Semana 2, ele lançou para 249 jardas, um touchdown e uma interceptação na vitória por 24–17 contra os Patriots. Durante a Semana 3 contra os Broncos, Tagovailoa terminou com 309 jardas e 4 touchdowns. Os Dolphins também tiveram 350 jardas corridas e venceram por 70–20. O jogo excepcional de Tagovailoa nesses jogos lhe rendeu o prêmio de Jogador Ofensivo do Mês da AFC em setembro. Em 3 de janeiro de 2024, foi anunciado que ele havia sido selecionado para sua primeira aparição no Pro Bowl. Ele foi nomeado o quarterback titular do elenco da AFC.
Tagovailoa terminou a temporada com 4.624 jardas passadas, liderando a liga, se tornando o primeiro quarterback dos Dolphins a liderar a liga em jardas de passe desde Dan Marino em 1992. Tagovailoa também gerou recordes de carreira em touchdowns passados (29), conclusões (388) e porcentagem de conclusão (69,3%) em sua quarta temporada na NFL. Além disso, ele foi titular em todos os jogos em 2023 enquanto se manteve saudável durante toda a temporada, a primeira vez na carreira.
Tagovailoa fez sua estreia nos playoffs contra o Kansas City Chiefs no Wild Card, lançando para 199 jardas com um touchdown e uma interceptação em uma derrota por 26–7. Ele foi classificado em 36º pelos seus colegas jogadores no NFL Top 100 Players of 2024.

## Estatísticas na NFL
| Legenda | Legenda        | Legenda |
| ------- | -------------- | ------- |
|         | Liderou a liga |         |

| Ano      | Time     | Jogos | Jogos | Jogos | Passando | Passando | Passando | Passando | Passando | Passando | Passando | Passando | Passando | Correndo | Correndo | Correndo | Correndo | Correndo | Sackado | Sackado | Fumbles | Fumbles  |
| Ano      | Time     | JD    | JT    | V-D   | Cmp      | Ten      | Pct      | Jardas   | Média    | Lng      | TD       | Int      | Rtg      | Ten      | Jardas   | Média    | Lng      | TD       | Sck     | Jardas  | Fum     | Perdidos |
| -------- | -------- | ----- | ----- | ----- | -------- | -------- | -------- | -------- | -------- | -------- | -------- | -------- | -------- | -------- | -------- | -------- | -------- | -------- | ------- | ------- | ------- | -------- |
| 2020     | MIA      | 10    | 9     | 6–3   | 186      | 290      | 64,1%    | 1 814    | 6,3      | 35       | 11       | 5        | 87,1     | 36       | 109      | 3,0      | 17       | 3        | 20      | 136     | 1       | 1        |
| 2021     | MIA      | 13    | 12    | 7–5   | 263      | 388      | 67,8%    | 2 653    | 6,8      | 65       | 16       | 10       | 90,1     | 42       | 128      | 3,0      | 23       | 3        | 20      | 152     | 9       | 1        |
| 2022     | MIA      | 13    | 13    | 8–5   | 259      | 400      | 64,8%    | 3 548    | 8,9      | 84       | 25       | 8        | 105,5    | 23       | 70       | 3,0      | 18       | 0        | 21      | 163     | 6       | 1        |
| 2023     | MIA      | 17    | 17    | 11–6  | 388      | 560      | 69,3%    | 4 624    | 8,3      | 78       | 29       | 14       | 101,1    | 35       | 74       | 2,1      | 9        | 0        | 29      | 171     | 13      | 5        |
| 2024     | MIA      | 11    | 11    | 6–5   | 291      | 399      | 72,9%    | 2 867    | 7,2      | 80       | 19       | 7        | 101,4    | 17       | 49       | 2,9      | 13       | 0        | 21      | 154     | 7       | 2        |
| Carreira | Carreira | 64    | 62    | 38–24 | 1 387    | 2 037    | 68,1%    | 15 506   | 7,6      | 84       | 100      | 44       | 97,9     | 153      | 430      | 2,8      | 23       | 6        | 111     | 776     | 36      | 10       |

## Perfil do jogador
Tagovailoa é conhecido por sua precisão de arremesso, particularmente em passes que viajam mais de 20 jardas no ar, apesar das críticas sobre a força de seu braço. Sua consciência ao escanear o campo, evitando defensores e correndo tem sido altamente elogiada, com uma fonte carinhosamente chamando isso de seu "sentido de aranha" em referência ao super-herói Homem-Aranha. Em particular, Tagovailoa tem sido eficiente em executar a opção de corrida-passe, um de seus pontos fortes na universidade e no início de sua carreira profissional. No entanto, seu histórico de lesões tem sido extenso e ele tem tido problemas quando as defesas o forçam a improvisar.
Desde que assumiu como treinador principal, Mike McDaniel tem utilizado as habilidades rápidas de processamento e tomada de decisão de Tagovailoa como parte integrante do ataque dos Dolphins, que tem se apoiado fortemente em ritmo, tempo, recebedores rápidos como Tyreek Hill e Jaylen Waddle e avaliação pré-snap, permitindo o desenvolvimento posterior de Tagovailoa como um passador.

## Vida pessoal
Tagovailoa é um cristão evangélico. Ele é casado com Annah desde 2022. Eles têm dois filhos: Ace e Maisey. Embora Tagovailoa seja predominantemente destro, seu pai o treinou para lançar a bola com a mão esquerda quando criança, porque ele queria um filho canhoto. Ele é o único quarterback canhoto titular atualmente na NFL.
Seu irmão mais novo, Taulia Tagovailoa, é um quarterback do Hamilton Tiger-Cats da CFL. Ele foi transferido para Maryland em 2020 depois de passar um ano como reserva de seu irmão em Alabama em 2019. Dois primos de Tagovailoa também jogam futebol americano: Myron Tagovailoa-Amosa jogou na linha defensiva no Raiders; Adam Amosa-Tagovailoa jogou na linha ofensiva na Marinha.
Em 2023, Tagovailoa começou a praticar jiu-jitsu em resposta às concussões que sofreu na temporada de 2022.
Tagovailoa é um torcedor do Seleção Samoana e prometeu publicamente seu apoio ao time durante a Copa do Mundo de Rúgbi de 2021, onde chegaram à final pela primeira vez.

### Filantropia
Em fevereiro de 2021, Tagovailoa anunciou a criação da Tua Foundation, uma organização sem fins lucrativos dedicada ao apoio a iniciativas juvenis, saúde e bem-estar e outras causas beneficentes. A fundação concentra seus esforços em comunidades que tiveram o impacto mais proeminente em Tua, incluindo Havaí, Alabama e Miami.
Em reconhecimento ao lançamento da fundação, três bolsas de US$ 16.667 (totalizando US$ 50.000) foram concedidas em 4 de fevereiro à Police Athletic League of North Miami, Big Oak Ranch em Springville, Alabama, e ao Polynesian Football Hall of Fame em Honolulu.
Em junho de 2020, Tagovailoa anunciou a criação de uma bolsa de estudos de US$ 300.000 para beneficiar sua escola secundária, Saint Louis School em Honolulu, Havaí.
A Fundação Tua sediou seu evento inaugural de arrecadação de fundos em agosto de 2021, arrecadando US$ 93.000 para o Tallapoosa County Girls Ranch para cobrir as despesas do funeral de oito jovens, de 4 a 17 anos, que foram perdidos em um acidente de carro devastador, e também despesas de aconselhamento para as meninas do rancho que perderam entes queridos.

### Cultura havaiana e samoana
Tagovailoa se identifica como "samoano completo" e "não havaiano", embora seja do Havaí. Em sua juventude, Tagovailoa admirava Marcus Mariota, Timmy Chang e Manti Te'o, três outros jogadores de futebol americano que vieram do Havaí.
Em 19 de maio de 2018, Tagovailoa retornou ao Havaí após vencer o jogo do título nacional com o companheiro de equipe e amigo de Alabama, Najee Harris, para ser celebrado no Hometown Hero Parade. Para celebrar suas realizações naquele ano, Tagovailoa realizou uma dança cerimonial samoana tradicional chamada taualuga, que é frequentemente realizada como um passo "final" em uma tarefa monumental. Ele vestia roupas, chapéus e sapatos tradicionais samoanos e estava acompanhado por seu amigo e primo. O dinheiro é jogado no dançarino, e Tagovailoa escolheu doar esse dinheiro para sua igreja local e programa de futebol juvenil.
Tagovailoa gostava de compartilhar sua cultura com seus companheiros de equipe do Alabama, trazendo seus companheiros de equipe Joshua Casher e Alex Leatherwood para explorar as vilas do Polynesian Cultural Center de Oahu. Ele acreditava que era uma "boa experiência para seus companheiros de equipe ver uma boa mistura de culturas", e depois eles comentaram sobre como eles podiam liderar cânticos samoanos tradicionais antes dos jogos do Alabama.